# Sydamerikanska U20-mästerskapen i volleyboll för damer
Sydamerikanska U20-mästerskapen i volleyboll för damer arrangeras vartannat år av CSV sedan 1972 för damjuniorlandslag i volleyboll i Sydamerika. Brasilien har varit det landslag som nått störst framgångar.

## Upplagor[1]
| Upplaga              | Upplaga   | Podium    | Podium    | Podium    |
| Säsong               | Värd      | Mästare   | Tvåa      | Trea      |
| -------------------- | --------- | --------- | --------- | --------- |
| 1972 mer information | Brasilien | Brasilien | Peru      | Argentina |
| 1974 mer information | Argentina | Brasilien | Peru      | Argentina |
| 1976 mer information | Bolivia   | Brasilien | Peru      | Argentina |
| 1978 mer information | Brasilien | Brasilien | Peru      | Argentina |
| 1980 mer information | Chile     | Peru      | Brasilien | Argentina |
| 1982 mer information | Argentina | Peru      | Brasilien | Argentina |
| 1984 mer information | Peru      | Brasilien | Peru      | Colombia  |
| 1986 mer information | Brasilien | Peru      | Brasilien | Argentina |
| 1988 mer information | Venezuela | Peru      | Brasilien | Argentina |
| 1990 mer information | Argentina | Brasilien | Peru      | Argentina |
| 1992 mer information | Bolivia   | Brasilien | Argentina | Peru      |
| 1994 mer information | Colombia  | Brasilien | Argentina | Peru      |
| 1996 mer information | Venezuela | Brasilien | Argentina | Peru      |
| 1998 mer information | Argentina | Brasilien | Argentina | Peru      |
| 2000 mer information | Colombia  | Brasilien | Argentina | Venezuela |
| 2002 mer information | Bolivia   | Brasilien | Venezuela | Argentina |
| 2004 mer information | Bolivia   | Brasilien | Argentina | Venezuela |
| 2006 mer information | Venezuela | Brasilien | Argentina | Venezuela |
| 2008 mer information | Peru      | Brasilien | Venezuela | Peru      |
| 2010 mer information | Colombia  | Brasilien | Peru      | Venezuela |
| 2012 mer information | Peru      | Brasilien | Peru      | Argentina |
| 2014 mer information | Colombia  | Brasilien | Peru      | Argentina |
| 2016 mer information | Brasilien | Brasilien | Argentina | Peru      |
| 2018 mer information | Peru      | Brasilien | Argentina | Peru      |

## Medaljörer
| Pos. | Lag       | Guld | Silver | Brons | Totalt |
| ---- | --------- | ---- | ------ | ----- | ------ |
| 1    | Brasilien | 20   | 4      | -     | 24     |
| 2    | Peru      | 4    | 9      | 7     | 20     |
| 3    | Argentina | -    | 9      | 12    | 21     |
| 4    | Venezuela | -    | 3      | 3     | 6      |
| 5    | Colombia  | -    | -      | 2     | 2      |